# Щипско българско педагогическо богословско училище
Щипското българско педагогическо богословско училище е учебно заведение, съществувало в град Щип, Османската империя от 1869 година, имащо за цел да подготвя начални учители и свещеници за българските училища и църкви в Македония.
Училището предлага двегодишен курс на обучение и е с основна роля в разпространението на звучната метода на преподаване и на класно-урочната организация на обучението в българските земи. В училището се изучават общообразователни и някои богословски предмети, а освен тях и педагогически дисциплини като обща педагогика, дидактика, методика, история на педагогиката. Учениците имат педагогическа практика.
Сред учениците на училището са българи от цялото българско етническо землище. Възпитаници на Щипското педагогическо училище са Никола Саранов, Иван Соколов, Пано Рогозаров и други.